# 丹波市立ライフピアいちじま
丹波市立ライフピアいちじま（たんばしりつライフピアいちじま）は、兵庫県丹波市市島町に設置されているコンサートホール、公民館、児童館、図書館などの複合型公共施設。

## 概要
1995年（平成7年）11月に当時の氷上郡市島町が町制40周年記念事業として開館した、コンサートホールと公立図書館を中核とする複合型生涯学習施設である。市島町は2004年（平成16年）に郡内の他5町と合併して丹波市となって以降は丹波市役所文化・スポーツ課が管理・運営を行っている。
丹波市内の他の5地域に設置されている住民センターはいずれも「旧町名+住民センター」の名称で統一されているのに対し、本施設のみ旧市島町時代からの名称を引き継いで「ライフピアいちじま」の名称となっている。

## 施設
- 大ホール

500名収容。「丹波バンドフェスタ」の主会場として使用されている。
- 住民センター
- 子育て学習センター
- 丹波市立市島図書館

丹波市立図書館の分館で、市内の6館では氷上町の中央図書館に次ぐ蔵書数となっている。

## アクセス
- 兵庫県丹波市市島町上田814 郵便番号669-4322

JR西日本福知山線の市島駅から東へ徒歩20分。バス停留所などは設けられていない。

### 周辺
- 三ツ塚廃寺跡
- 三ツ塚ふれあいセンター愛育館
- 丹波パラグライダースクール
- 丹波市立市島中学校